# ميريديان (مسيسيبي)
ميريديان (بالإنجليزية: Meridian)‏ وهي مدينة في الولايات المتحدة في ولاية ميسيسيبي وسط أمريكا، وتعتبر سادس أكبر مدينة في ولاية ميسيسيبي وتقع في مقاطعة لودرديل شرق ولاية ميسيسيبي وهذه المدينة تحد ولاية ألاباما وتقع بالقرب من مدينة بيرمنغهام التي تقع في ولاية ألاباما، ويبلغ عدد سكان هذه المدينة حوالي 41 الف.

## التركيبة السكانية
حدّد مكتب تعداد الولايات المتحدة بيانات التركيبة السكانية لميريديان في تعداد الولايات المتحدة. في ما يلي، التركيبة السكانية حسب تعدادي 2000 و2010.

### تعداد عام 2000
بلغ عدد سكان ميريديان 39,968 نسمة بحسب تعداد عام 2000، وبلغ عدد الأسر 15,966 أسرة وعدد العائلات 10,033 عائلة مقيمة في المدينة. في حين سجلت الكثافة السكانية 283.1 نسمة لكل كيلومتر مربع (733.2/ميل2). وبلغ عدد الوحدات السكنية 17,890 وحدة بمتوسط كثافة قدره 126.7 لكل كيلومتر مربع (328.2/ميل2).
وتوزع التركيب العرقي للمدينة بنسبة 43.99% من البيض و54.37% من الأمريكيين الأفارقة و0.17% من الأمريكيين الأصليين و0.60% من الأمريكيين ذوي الأصول الآسيوية و0.03% من سكان جزر المحيط الهادئ و0.28% من الأعراق الأخرى و0.57% من عرقين مختلطين أو أكثر و1.08% من الهسبانيون أو اللاتينيون من أي عرق.
بلغ عدد الأسر 15,966 أسرة كانت نسبة 35.1% منها لديها أطفال تحت سن الثامنة عشر تعيش معهم، وبلغت نسبة الأزواج القاطنين مع بعضهم البعض 36.2% من أصل المجموع الكلي للأسر، ونسبة 23.3% من الأسر كان لديها معيلات من الإناث دون وجود شريك، بينما كانت نسبة 3.3% من الأسر لديها معيلون من الذكور دون وجود شريكة وكانت نسبة 37.2% من غير العائلات. تألفت نسبة 33.2% من أصل جميع الأسر من عدة أفراد يعيشون في نفس المنزل ونسبة 14% كانت تتألف من شخص يعيش بمفرده يبلغ من العمر 65 عاماً أو أكثر. وبلغ متوسط حجم الأسرة المعيشية 2.39، أما متوسط حجم العائلات فبلغ 3.06.
بلغ العمر الوسطي للسكان 34.6 عاماً. وكانت نسبة 26.8% من القاطنين تحت سن الثامنة عشر، وكانت نسبة 9% بين الثامنة عشر والرابعة والعشرين عاماً، ونسبة 25.8% كانت واقعةً في الفئة العمرية ما بين الخامسة والعشرين والرابعة والأربعين عاماً، ونسبة 19% كانت ما بين الخامسة والأربعين والرابعة والستين، ونسبة 14.7% كانت ضمن فئة الخامسة والستين عاماً فما فوق. يوجد لكل 100 أنثى 83.6 ذكر، ويوجد لكل 100 أنثى في الثامنة عشر من عمرها فما فوق 76.4 ذكر.
بلغ متوسط دخل الأسرة في المدينة 25,085 دولارًا، أما متوسط دخل العائلة فبلغ 31,062 دولارًا. وكان متوسط دخل الذكور 29,404 دولارًا مقابل 19,702 دولارًا للإناث. وسجل دخل الفرد الخاص بالمدينة 15,255 دولارًا. وكانت نسبة 24.6% من العائلات ونسبة 28.6% من السكان تحت خط الفقر، وكان من هؤلاء نسبة 40.8% تحت سن الثامنة عشر ونسبة 22% في الخامسة والستين من العمر وما فوق.

### تعداد عام 2010
بلغ عدد سكان ميريديان 41,148 نسمة بحسب تعداد عام 2010، وبلغ عدد الأسر 16,509 أسرة وعدد العائلات 10,154 عائلة مقيمة في المدينة. في حين سجلت الكثافة السكانية 291.5 نسمة لكل كيلومتر مربع (755.0/ميل2). وبلغ عدد الوحدات السكنية 18,591 وحدة بمتوسط كثافة قدره 131.7 لكل كيلومتر مربع (341.1/ميل2).
وتوزع التركيب العرقي للمدينة بنسبة 35.71% من البيض و61.55% من الأمريكيين الأفارقة و0.28% من الأمريكيين الأصليين و0.95% من الأمريكيين ذوي الأصول الآسيوية و0.02% من سكان جزر المحيط الهادئ و0.59% من الأعراق الأخرى و0.89% من عرقين مختلطين أو أكثر و1.75% من الهسبانيون أو اللاتينيون من أي عرق.
بلغ عدد الأسر 16,509 أسرة كانت نسبة 33% منها لديها أطفال تحت سن الثامنة عشر تعيش معهم، وبلغت نسبة الأزواج القاطنين مع بعضهم البعض 31.6% من أصل المجموع الكلي للأسر، ونسبة 25.6% من الأسر كان لديها معيلات من الإناث دون وجود شريك، بينما كانت نسبة 4.4% من الأسر لديها معيلون من الذكور دون وجود شريكة وكانت نسبة 38.5% من غير العائلات. تألفت نسبة 34.2% من أصل جميع الأسر من عدة أفراد يعيشون في نفس المنزل ونسبة 12.7% كانت تتألف من شخص يعيش بمفرده يبلغ من العمر 65 عاماً أو أكثر. وبلغ متوسط حجم الأسرة المعيشية 2.39، أما متوسط حجم العائلات فبلغ 3.09.
بلغ العمر الوسطي للسكان 34.9 عاماً. وكانت نسبة 26.6% من القاطنين تحت سن الثامنة عشر، وكانت نسبة 10.2% بين الثامنة عشر والرابعة والعشرين عاماً، ونسبة 25.1% كانت واقعةً في الفئة العمرية ما بين الخامسة والعشرين والرابعة والأربعين عاماً، ونسبة 24.2% كانت ما بين الخامسة والأربعين والرابعة والستين، ونسبة 13.8% كانت ضمن فئة الخامسة والستين عاماً فما فوق. وتوزع التركيب الجنسي للسكان بنسبة 46.2% ذكور و53.8% إناث.

## الموقع الجغرافي
الموقع الجغرافي للمناطق المحيطة بهذه النقطة هو كالتالي:

## المناخ
يظهر الجدول التالي التغييرات المناخية على مدار السنة لميريديان:
| البيانات المناخية لـميريديان        | البيانات المناخية لـميريديان | البيانات المناخية لـميريديان | البيانات المناخية لـميريديان | البيانات المناخية لـميريديان | البيانات المناخية لـميريديان | البيانات المناخية لـميريديان | البيانات المناخية لـميريديان | البيانات المناخية لـميريديان | البيانات المناخية لـميريديان | البيانات المناخية لـميريديان | البيانات المناخية لـميريديان | البيانات المناخية لـميريديان | البيانات المناخية لـميريديان |
| الشهر                               | يناير                        | فبراير                       | مارس                         | أبريل                        | مايو                         | يونيو                        | يوليو                        | أغسطس                        | سبتمبر                       | أكتوبر                       | نوفمبر                       | ديسمبر                       | المعدل السنوي                |
| ----------------------------------- | ---------------------------- | ---------------------------- | ---------------------------- | ---------------------------- | ---------------------------- | ---------------------------- | ---------------------------- | ---------------------------- | ---------------------------- | ---------------------------- | ---------------------------- | ---------------------------- | ---------------------------- |
| الدرجة القصوى °ف (°م)               | 83 (28)                      | 86 (30)                      | 93 (34)                      | 95 (35)                      | 99 (37)                      | 104 (40)                     | 107 (42)                     | 106 (41)                     | 105 (41)                     | 97 (36)                      | 89 (32)                      | 84 (29)                      | 107 (42)                     |
| الحد الأقصى المتوسط °ف (°م)         | 74.6 (23.7)                  | 78.6 (25.9)                  | 83.7 (28.7)                  | 87.2 (30.7)                  | 92.0 (33.3)                  | 95.8 (35.4)                  | 98.3 (36.8)                  | 98.3 (36.8)                  | 95.0 (35.0)                  | 89.3 (31.8)                  | 81.8 (27.7)                  | 75.8 (24.3)                  | 100.0 (37.8)                 |
| متوسط درجة الحرارة الكبرى °ف (°م)   | 56.5 (13.6)                  | 61.0 (16.1)                  | 69.0 (20.6)                  | 76.2 (24.6)                  | 83.2 (28.4)                  | 89.2 (31.8)                  | 91.8 (33.2)                  | 91.5 (33.1)                  | 86.8 (30.4)                  | 77.3 (25.2)                  | 67.7 (19.8)                  | 58.8 (14.9)                  | 75.8 (24.3)                  |
| متوسط درجة الحرارة الصغرى °ف (°م)   | 33.1 (0.6)                   | 36.4 (2.4)                   | 42.3 (5.7)                   | 49.1 (9.5)                   | 58.5 (14.7)                  | 66.1 (18.9)                  | 69.4 (20.8)                  | 69.0 (20.6)                  | 62.9 (17.2)                  | 51.0 (10.6)                  | 41.6 (5.3)                   | 35.6 (2.0)                   | 51.3 (10.7)                  |
| الحد الأدنى المتوسط °ف (°م)         | 17.4 (−8.1)                  | 21.4 (−5.9)                  | 26.8 (−2.9)                  | 34.2 (1.2)                   | 45.2 (7.3)                   | 56.1 (13.4)                  | 63.5 (17.5)                  | 62.2 (16.8)                  | 48.0 (8.9)                   | 34.7 (1.5)                   | 27.1 (−2.7)                  | 19.9 (−6.7)                  | 14.1 (−9.9)                  |
| أدنى درجة حرارة °ف (°م)             | 0 (−18)                      | −6 (−21)                     | 15 (−9)                      | 28 (−2)                      | 38 (3)                       | 42 (6)                       | 54 (12)                      | 49 (9)                       | 34 (1)                       | 24 (−4)                      | 16 (−9)                      | 2 (−17)                      | −6 (−21)                     |
| الهطول إنش (مم)                     | 5.13 (130)                   | 5.60 (142)                   | 5.42 (138)                   | 4.78 (121)                   | 4.50 (114)                   | 4.40 (112)                   | 5.14 (131)                   | 3.99 (101)                   | 3.43 (87)                    | 3.76 (96)                    | 4.95 (126)                   | 5.06 (129)                   | 56.16 (1٬426)                |
| متوسط أيام هطول الأمطار (≥ 0.01 in) | 9.8                          | 9.9                          | 9.4                          | 8.6                          | 9.0                          | 10.2                         | 11.6                         | 9.4                          | 7.2                          | 7.4                          | 8.7                          | 9.9                          | 111.1                        |
| المصدر: NOAA                        |                              |                              |                              |                              |                              |                              |                              |                              |                              |                              |                              |                              |                              |

## أعلام
- جيمي رودجرز
- تشارلز ريد
- سوني مونتجومري
- هايلي ويليامز
- جون الكسندر
- بابا وليامز
- ديان لاد
- سيلا وورد
- فرد فيلبس
- داني كلارك